# GAF Nomad
De GAF Nomad is een licht transportvliegtuig, van 1975 tot 1985 gebouwd door de Australische Government Aircraft Factories (GAF) en ontworpen voor gebruik in de Australische bush, op korte, onverharde pistes. Het is een STOL hoogdekker, aangedreven door twee turbopropmotoren. Het is zowel militair als civiel gebruikt.

## Opzet
Het project, "project N", ontstond in de jaren 1960 als een eenvoudig tweemotorig transportvliegtuig met STOL-capaciteiten, dat tot 12 passagiers kon vervoeren. Het staartstuk met de achterkant van de romp moest opzij kunnen scharnieren om vracht te kunnen laden. Het project kreeg financiële steun van het Australische Ministry of Supply, om productie bij GAF te kunnen voortzetten na de bouw van de laatste Australische Mirage III's.

## Versies

### Prototypes
Er werden twee prototypes gebouwd, aangeduid als N2. De eerste vlucht van een N2 vond plaats op 23 juli 1971. Het tweede prototype vloog op 5 december van hetzelfde jaar.
De motoren waren Allison 250B-17 turboprops van elk 288 kW (400pK). Deze motor was een versie van de Allison 250, die oorspronkelijk voor helikopters ontworpen was.

### N22
De eerste versie die in serie werd gebouwd was de N22B "Nomad". Die kon dertien passagiers vervoeren. Ze werd geleverd aan het Australische leger, die het toestel "Missionmaster" doopte.
De N22C was een versie met een hoger maximaal gewicht van 4 ton; hiervan werd maar één exemplaar gebouwd.
Voor maritieme patrouille werd een speciale versie van de N22 gebouwd, de "Searchmaster" (achttien exemplaren).

### N24
De N24A was een met 1,14 m verlengde versie, met Allison 250B-27B, C of E motoren van 420 pK. De N24F was een N24A op vlotters (twee exemplaren gebouwd).
In totaal werden tussen 1975 en 1985 172 Nomads gebouwd, inclusief de twee prototypes. 32 toestellen werden vernield in ongevallen, waarbij in totaal 97 slachtoffers vielen.

## Gebruikers

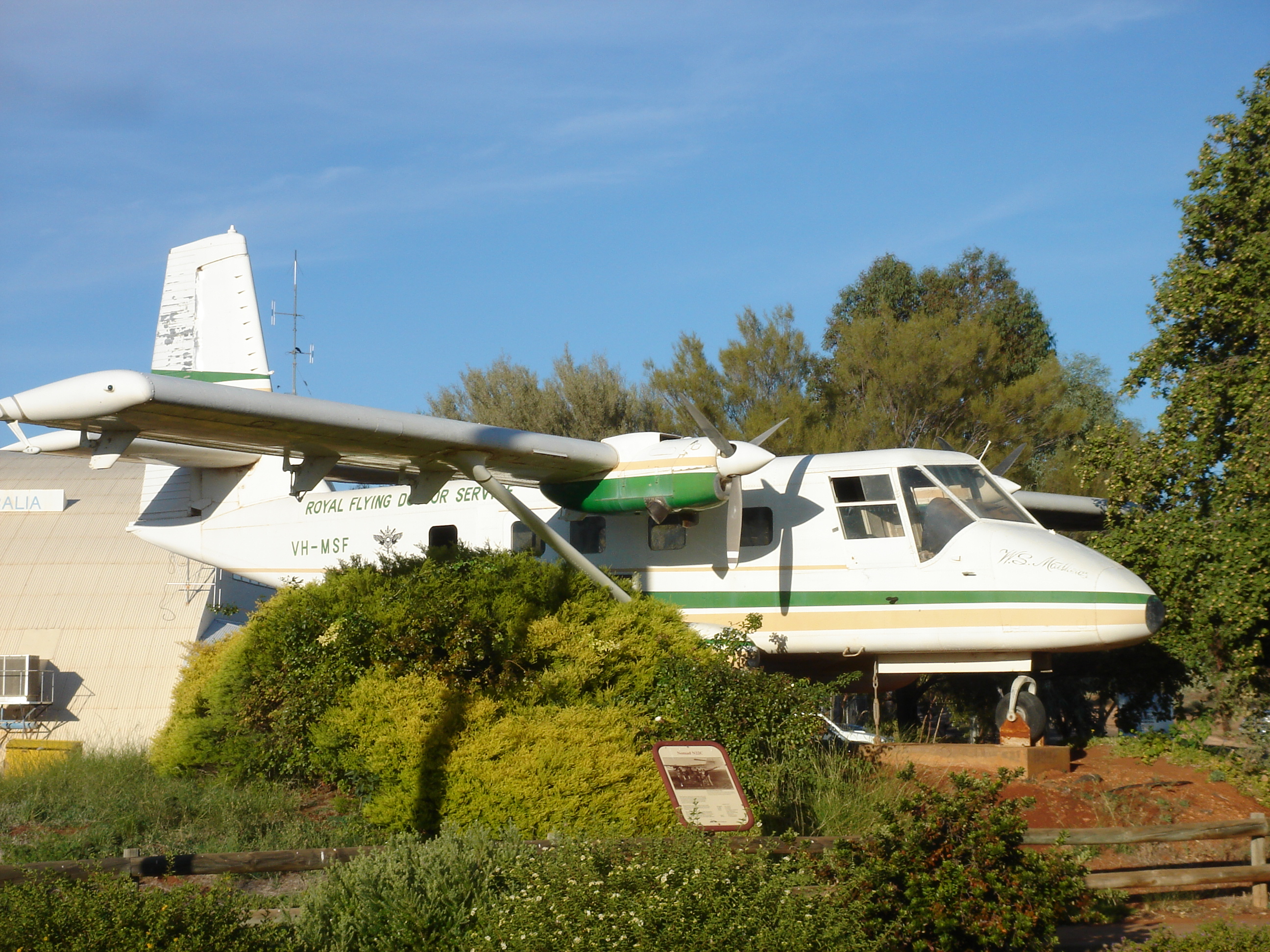
Nomad in de kleuren van de Royal Flying Doctors Service

### Militair
- Het Australische leger en de Australische luchtmacht RAAF gebruikten 28 "Nomads" tussen 1975 en 1993.
- De Indonesische marine bestelde achttien N22B Nomads. Vanaf 1994 kwamen daar zeventien Nomads uit de RAAF bij.
- Zes N22B's werden geleverd aan de Defence Force van Papoea-Nieuw-Guinea vanaf 1977.
- De luchtmacht van de Filipijnen kocht zestien nieuwe Nomads en verkreeg er later nog een aantal tweedehands.
- De Koninklijke Thaise luchtmacht is ook een grote gebruiker van Nomads (22 N22 en vijf N24).

### Civiel
Hoewel de Nomad in oorsprong bedoeld was voor civiel gebruik, ging de meerderheid van de gebouwde exemplaren naar militaire gebruikers. Slechts een minderheid vond een civiele koper: 58 op de 170 serie-exemplaren, en dit soms pas nadat ze een aantal jaren bij de fabrikant stonden.
Een aantal kleine luchtvaartmaatschappijen, vooral Australische en Oceanische, gebruikten de Nomad; onder hen de Provincial Air Services in Nieuw-Guinea, Polynesian Airlines, Great Barrier Airlines, Airline of the Marshall Islands, Bush Pilot Airways, Air Safaris and Services, en Nagasaki Airways in Japan. Het toestel is ook gebruikt door de Royal Flying Doctors Service in Australië.
Austirex International gebruikte een speciaal uitgeruste Nomad voor prospectie naar olie en delfstoffen in Australië.
De enige Nederlandse Nomad was een N24A die werd gebruikt door Holland Aero Lines voor DHL.